# Straßenbahn Sintra
| Brill-Sommertriebwagen 7 auf der Avenida do Atlântico |                     |                                    |                                    |
| Streckenlänge: | ca. 11 km           |                                    |                                    |
| Spurweite: | 1000 mm (Meterspur) |                                    |                                    |
| Stromsystem: | 750 =               |                                    |                                    |
| |                     |                                    |                                    |
| \| \| 0,0 \| Sintra (Vila Velha) \| Sintra (Vila Velha) \| \| \| 1,0 \| Estação Sintra zur Linha de Sintra \| Estação Sintra zur Linha de Sintra \| \| \| 1,7 \| Sintra (Estefânia) \| Sintra (Estefânia) \| \| \| 2,6 \| Monte Santos \| Monte Santos \| \| \| 3,8 \| zum Depot \| zum Depot \| \| \| 3,9 \| Ribeira de Sintra \| Ribeira de Sintra \| \| \| 6,3 \| Galamares \| Galamares \| \| \| 8,8 \| Colares \| Colares \| \| \| 9,7 \| Banzão \| Banzão \| \| \| \| kleines Depot \| \| \| \| 11,2 \| Pinhal da Nazaré \| Pinhal da Nazaré \| \| \| 12,7 \| Praia das Maçãs \| Praia das Maçãs \| \| \| 14,6 \| Azenhas do Mar \| Azenhas do Mar \| |                     |                                    |                                    |
| U-Bahn-Kopfbahnhof Streckenanfang (Strecke außer Betrieb) | 0,0                 | Sintra (Vila Velha)                | Sintra (Vila Velha)                |
| U-Bahn-Bahnhof (Strecke außer Betrieb) | 1,0                 | Estação Sintra zur Linha de Sintra | Estação Sintra zur Linha de Sintra |
| U-Bahn-Haltepunkt / Haltestelle Strecke bis hier außer Betrieb | 1,7                 | Sintra (Estefânia)                 | Sintra (Estefânia)                 |
| U-Bahn-Bahnhof | 2,6                 | Monte Santos                       | Monte Santos                       |
| U-Bahn-Abzweig geradeaus und nach links | 3,8                 | zum Depot                          | zum Depot                          |
| U-Bahn-Bahnhof | 3,9                 | Ribeira de Sintra                  | Ribeira de Sintra                  |
| U-Bahn-Bahnhof | 6,3                 | Galamares                          | Galamares                          |
| U-Bahn-Haltepunkt / Haltestelle | 8,8                 | Colares                            | Colares                            |
| U-Bahn-Bahnhof | 9,7                 | Banzão                             | Banzão                             |
| U-Bahn-Abzweig geradeaus und nach links |                     | kleines Depot                      | kleines Depot                      |
| U-Bahn-Bahnhof | 11,2                | Pinhal da Nazaré                   | Pinhal da Nazaré                   |
| U-Bahn-Kopfbahnhof Strecke ab hier außer Betrieb | 12,7                | Praia das Maçãs                    | Praia das Maçãs                    |
| U-Bahn-Kopfbahnhof Streckenende (Strecke außer Betrieb) | 14,6                | Azenhas do Mar                     | Azenhas do Mar                     |

Die Eléctrico de Sintra ist eine als Museumsbahn betriebene Überlandstraßenbahn zwischen den Orten Sintra und Praia das Maçãs in Portugal, die hauptsächlich in der Sommersaison als Touristenattraktion verkehrt und mit historischem Wagenmaterial betrieben wird.

## Geschichte
Der erste Streckenteil Sintra (Vila Velha)–Colares (8,9 km) wurde am 31. März 1904 eröffnet und bereits am 10. Juli 1904 die Verlängerung Colares–Praia das Maçãs (3,785 km) in Betrieb genommen. Am 31. Januar 1930 erfolgte die letzte Verlängerung von Praia das Maçãs–Azenhas do Mar (1,915 km). 
In den 1950er-Jahren wurde die Strecke in zwei Schritten auf den Abschnitt Sintra (Bahnhof)–Praia das Maçãs verkürzt und am 15. September 1974 die Straßenbahn in Folge der Nelkenrevolution gänzlich eingestellt.
Ab dem 15. Mai 1980 wurde der Abschnitt Banzão–Praia das Maçãs wieder in Betrieb genommen. Am 30. Oktober 1997 wurde der Streckenabschnitt Ribeira–Banzão wiedereröffnet und am 4. Juni 2004 – genau zwei Monate nach dem 100. Geburtstag der Eléctrico de Sintra – wurde der Abschnitt Estefânia–Ribeira wieder befahren.
Die Strecke mit einer Fahrtdauer von ca. 45 Minuten ist nur noch von touristischer Bedeutung. Sie wird in der Regel mit zwei bis drei Fahrten pro Tag sowie – nur in der sommerlichen Urlaubssaison – von Freitag bis Sonntag mit drei täglichen Verstärkerfahrten bedient. 
Die Straßenbahn wird mit dem ursprünglichen Wagenmaterial von J. G. Brill mit elektrischer Ausrüstung von British Thomson-Houston betrieben. Als Verstärkung dienen mehrere von der Straßenbahn Lissabon übernommene Triebwagen, so dass die Flotte heute aus sechs Triebwagen und drei Beiwagen besteht. Fünf Fahrzeuge besitzen einen geschlossenen Aufbau, vier sind offene Sommerwagen.

### Bilder

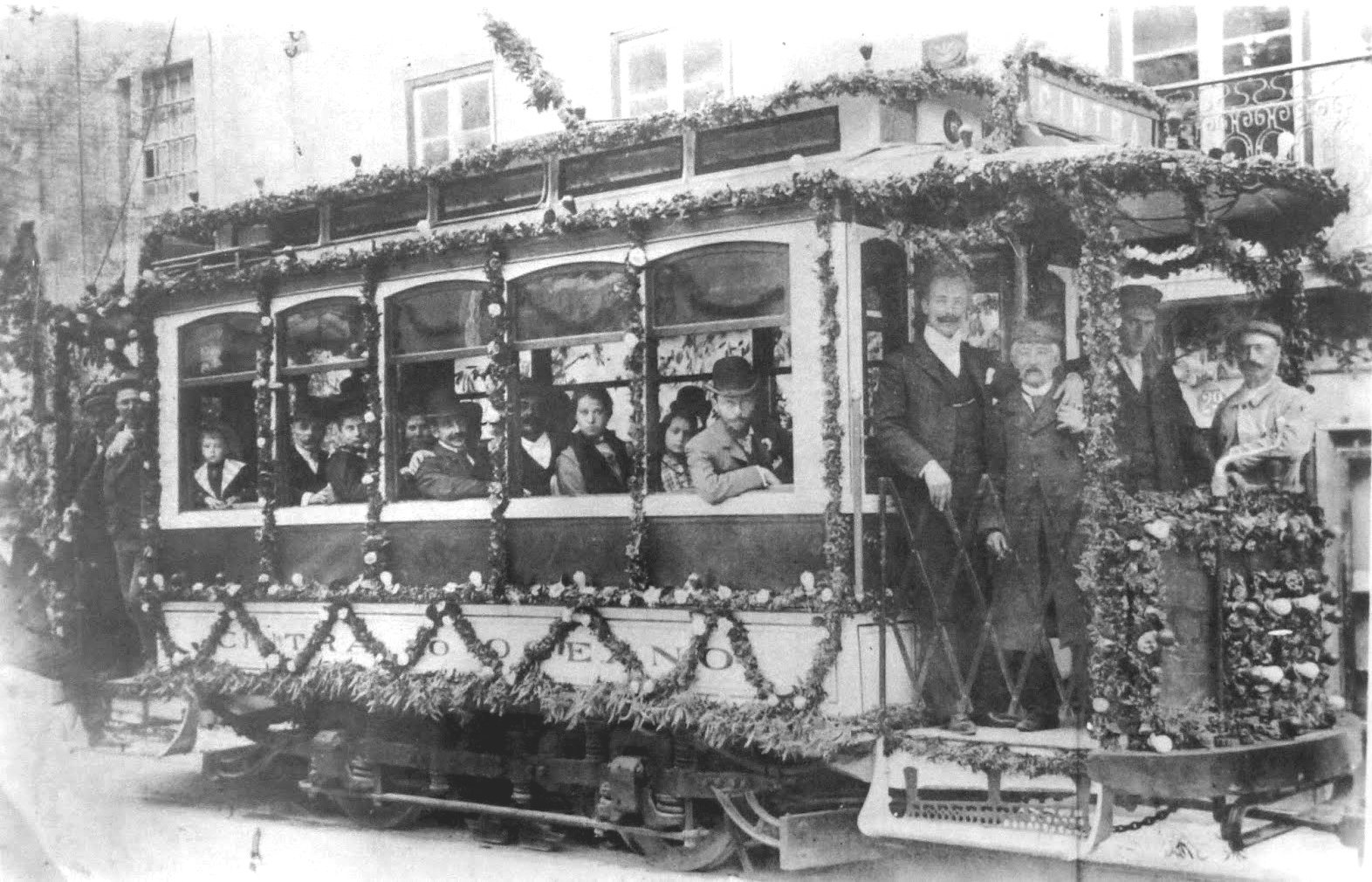
Eröffnungsfahrt am 10. Juli 1904
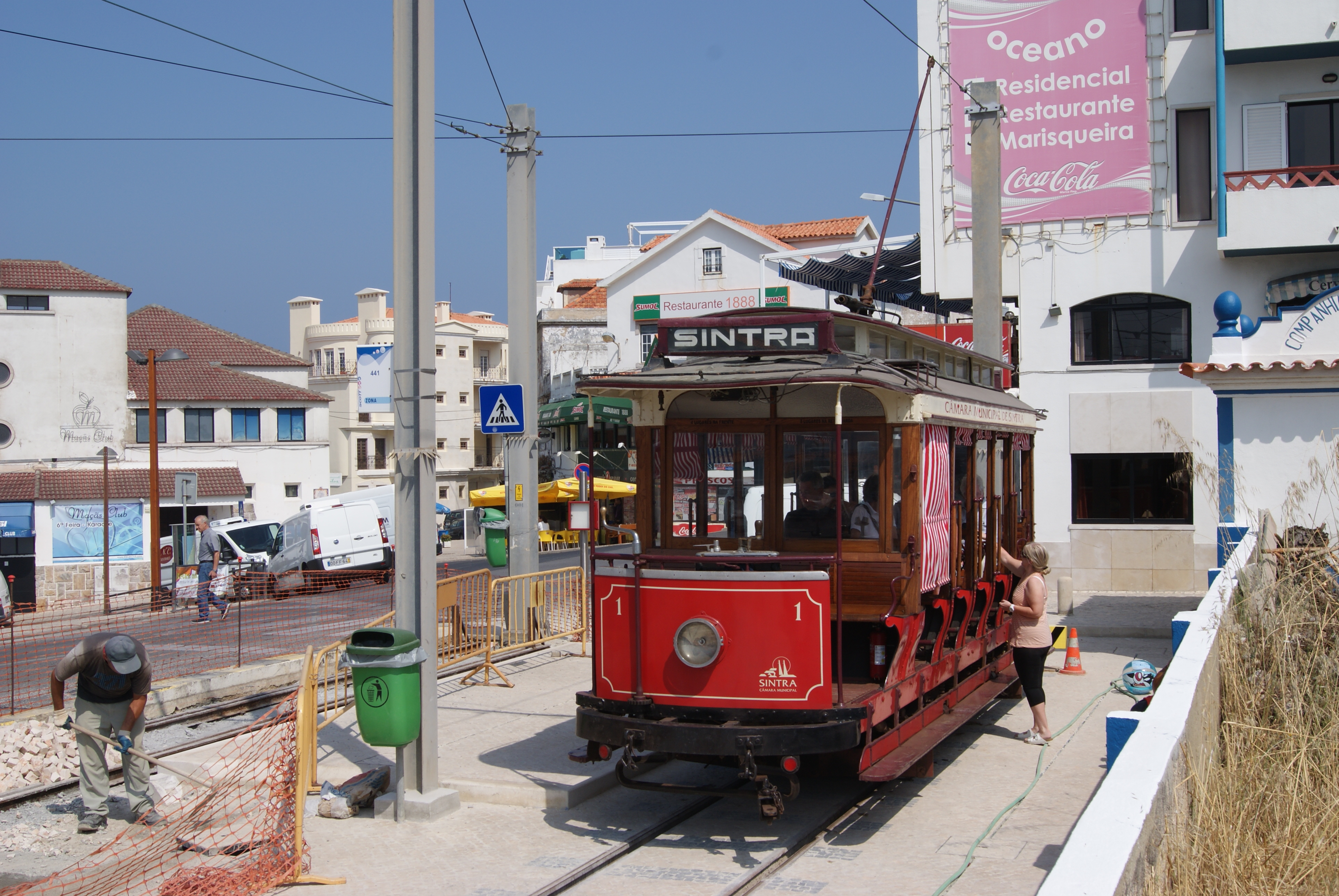
Sommertriebwagen 1 in Praia das Maçãs
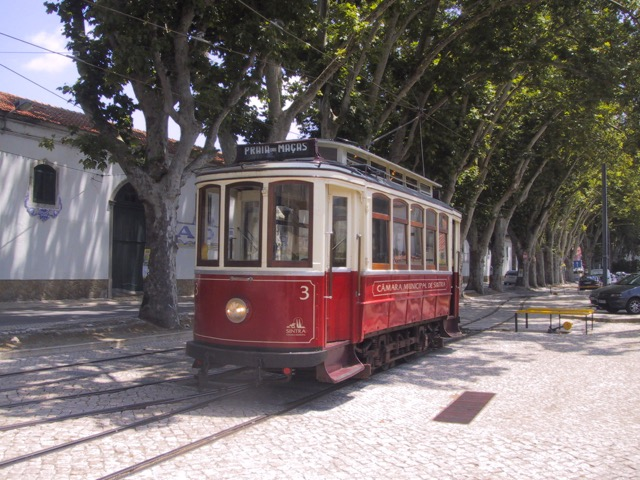
Geschlossener Triebwagen 3
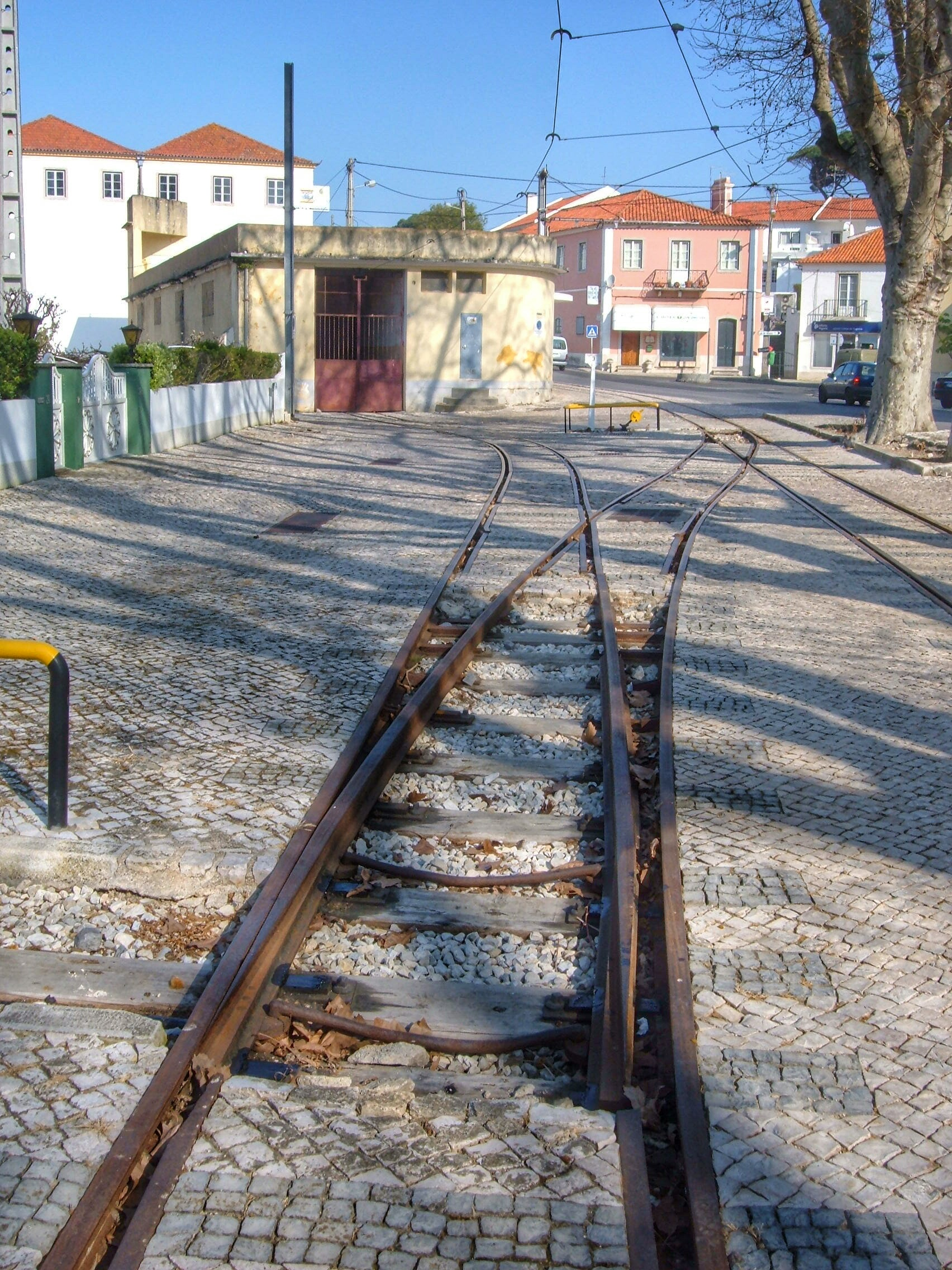
Depot in Colares
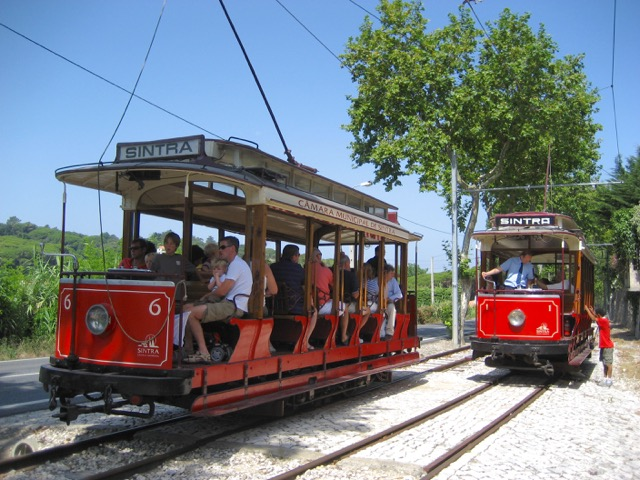
Triebwagen 6 und 1 in der Ausweiche Galamares
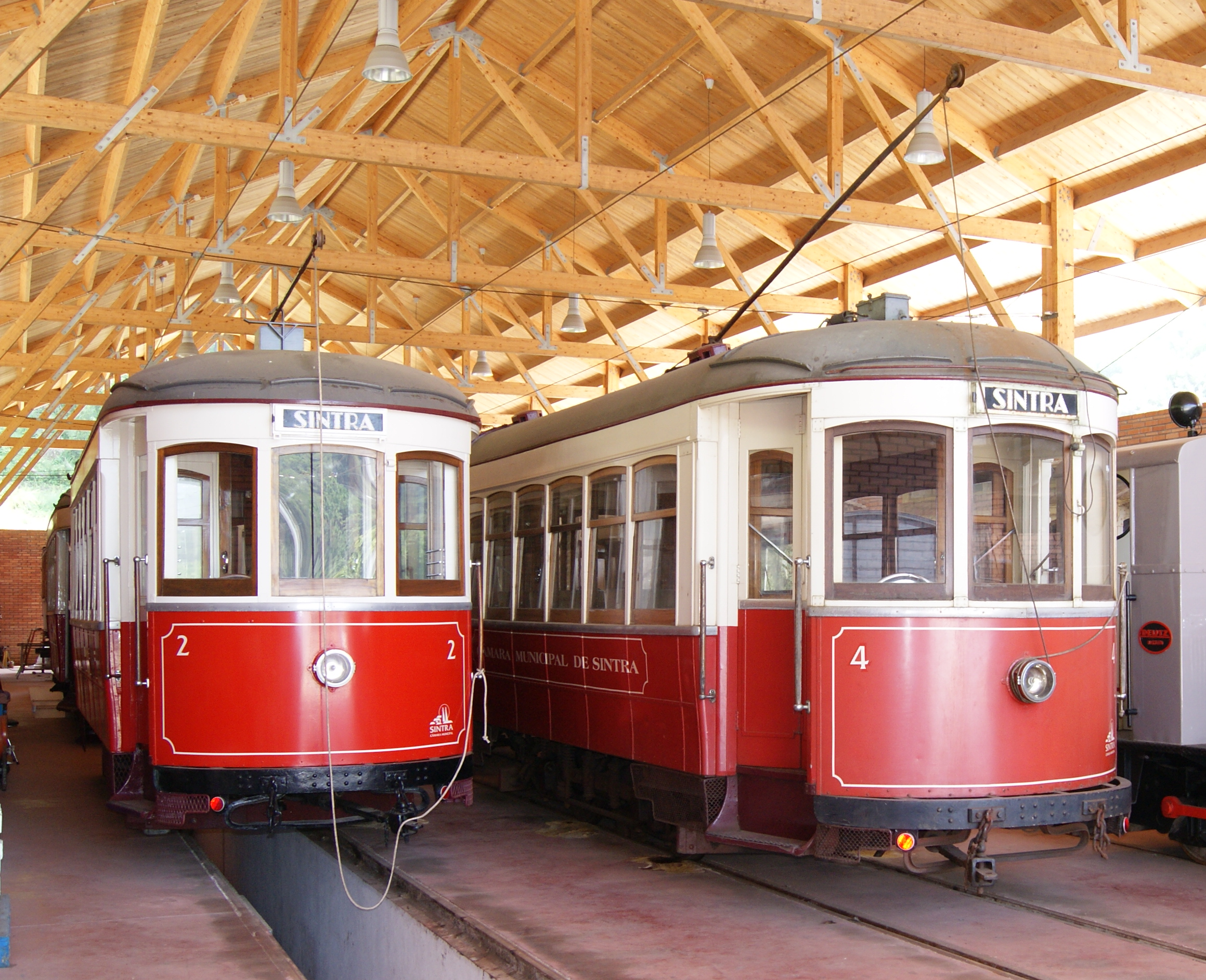
Triebwagen 2 und 4 (ex Lissabon) im Depot
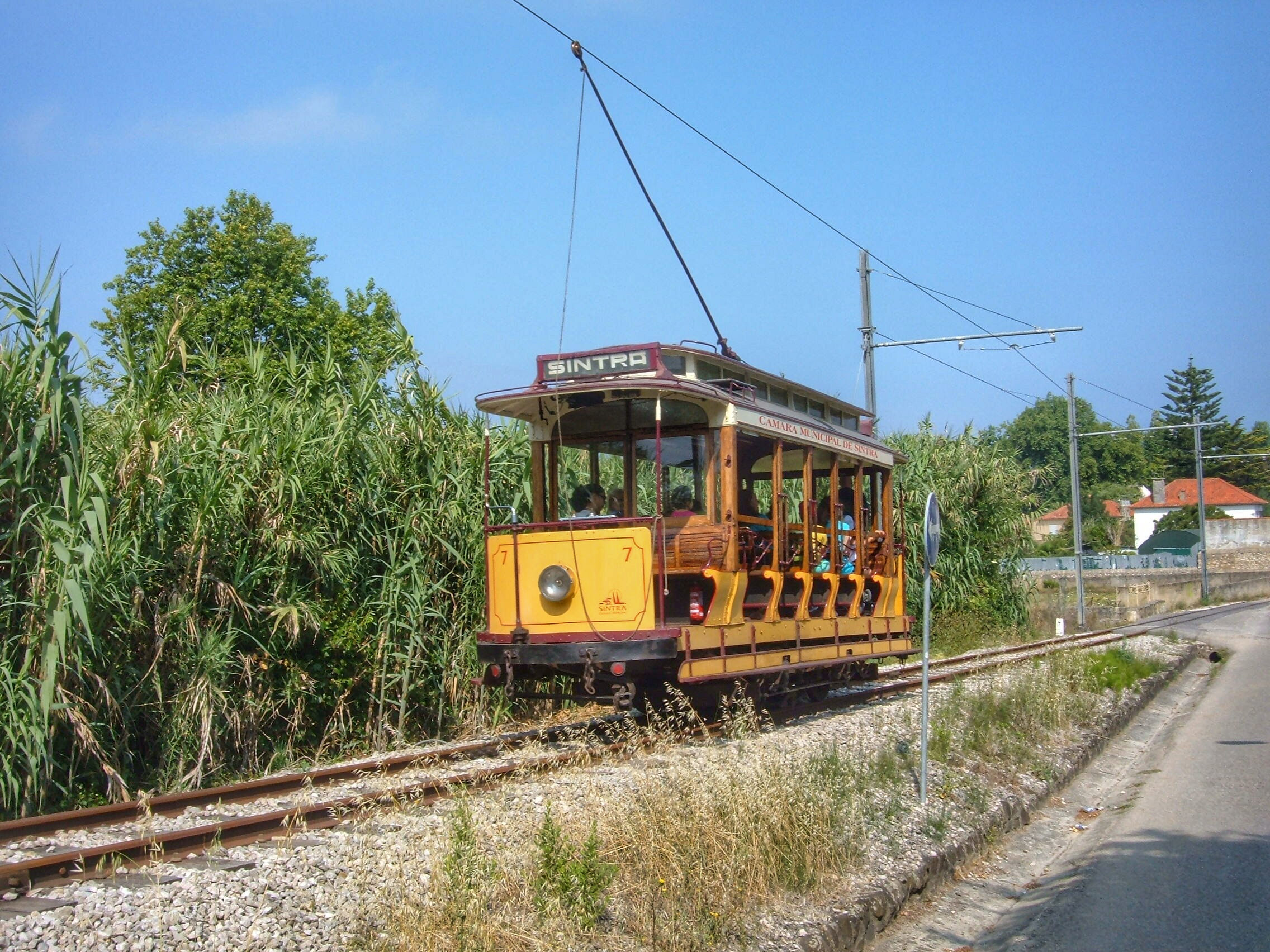
Triebwagen 7 auf der Überlandstrecke